# Liste der Naturdenkmäler in Lichtenfels (Hessen)
Die Liste der Naturdenkmäler in Lichtenfels (Hessen) nennt die in der Stadt Lichtenfels im Landkreis Waldeck-Frankenberg in Hessen gelegenen Naturdenkmäler. Sie sind nach den §§ 28, 22 des Hessischen Gesetzes über Naturschutz und Landschaftspflege sowie § 12 des Hessischen Ausführungsgesetzes zum Bundesnaturschutzgesetz geschützt.
| Bild            | Bezeichnung                          | Ortsteil, Lage                                       | Beschreibung | Art          | Nr.      |
| --------------- | ------------------------------------ | ---------------------------------------------------- | --- | ------------ | -------- |
| BW              | Hainbuchen-Niederwald                | Dalwigksthal 51° 9′ 29″ N, 8° 47′ 44,7″ O            | 2,37 Hektar großer Hainbuchen-Niederwald mit zwei auffälligen Schiefergebirgsfalten ca. 700 m nördlich von Dalwigksthal.                                                                 | Hainbuche    | 15 001   |
| Fotos hochladen | Esche und Linde an der Kirche        | Fürstenberg 51° 10′ 5″ N, 8° 49′ 51″ O               | eine Esche und eine Linde als alter Baumbestand südlich und südwestlich der Kirche auf dem Kirchhof.                                                                                     |              | 15 002-1 |
| BW              | Esche und Linde an der Kirche        | Fürstenberg 51° 10′ 4,8″ N, 8° 49′ 50,1″ O           | eine Esche und eine Linde als alter Baumbestand südlich und südwestlich der Kirche auf dem Kirchhof.                                                                                     |              | 15 002-2 |
| BW              | 1 Buchsbaum                          | Fürstenberg 51° 10′ 9,1″ N, 8° 49′ 52,9″ O           | Seltener Solitärbaum im Vorgarten des Pfarrhauses. | Buchsbaum    | 15 003   |
| BW              | Igelfelsen                           | Fürstenberg 51° 9′ 59,7″ N, 8° 49′ 45,8″ O           | 3,02 Hektar großer Waldkomplex an einem schroffen Steilhang unterhalb von Fürstenberg. „Igel-Klippen“ mit altem Laubwald und Blockhalden.                                                |              | 15 004   |
| BW              | Schiefersteinbruch „Großer Korskopf“ | Goddelsheim 51° 11′ 21,9″ N, 8° 46′ 59,9″ O          | 1,10 Hektar großes Feuchtbiotop als Laichgewässer für Amphibien am Südosthang des „Großen Korskopf“.(Arten- und Biotopschutz)                                                            | Feuchtbiotop | 15 005   |
| BW              | Steinbruch „Ensen-Berg“              | Goddelsheim 51° 13′ 36,2″ N, 8° 49′ 38,4″ O          | 0,13 Hektar großer Kalksteinbruch und Magerrasenbiotop ca. 1 km südwestlich von Ober-Ense.                                                                                               | Steinbruch   | 15 006   |
| BW              | Silikatmagerrasen „Seebold's Mühle“  | Goddelsheim 51° 11′ 6,6″ N, 8° 49′ 23,4″ O           | 0,73 Hektar große Silikatmagerrasenfläche ca. 1,5 km südöstlich von Goddelsheim, bei Seebold's Mühle.                                                                                    |              | 15 007   |
| BW              | Linde am ehem. Kloster Schaaken      | Goddelsheim 51° 11′ 57,7″ N, 8° 50′ 4,5″ O           | Alte Linde vor dem ehemaligen Kloster Schaaken. | Linde        | 15 008   |
| BW              | Trollblumenwiese                     | Neukirchen 51° 7′ 1,6″ N, 8° 42′ 33,6″ O             | 0,45 Hektar große Fläche ca. 1 km südlich Neukirchen. Trollblumenbereich mit Erlenwäldchen, Tümpel, Bächen, Feucht- und Frischwiese.                                                     |              | 15 009   |
| BW              | Hutebuche                            | Rhadern 51° 9′ 49,4″ N, 8° 47′ 54,7″ O               | Alte Hutebuche am Waldrand ca. 500 m südlich von Rhadern. | Buche        | 15 010   |
| BW              | Magerrasen-Wacholder-Kuppen          | Rhadern, Dalwigksthal 51° 9′ 38,6″ N, 8° 48′ 22,3″ O | 3,23 Hektar große Fläche ca. 1 km südöstlich von Rhadern mit mehreren schönen Magerrasen-Wacholder-Flächen auf langen, flachen Schieferkuppen.                                           |              | 15 011   |
| BW              | 1 Kirchenlinde                       | Sachsenberg 51° 7′ 32,9″ N, 8° 47′ 10,4″ O           | Sehr alte Kirchenlinde auf dem Kirchplatz. | Linde        | 15 012   |
| BW              | Hutewald                             | Sachsenberg 51° 8′ 4,9″ N, 8° 45′ 56,7″ O            | 1,3 Hektar Hutewald und Reste der Vatereiche ca. 320 m nordwestlich des Jagdhauses im „Rödelsgrund“.                                                                                     |              | 15 013   |
| BW              | Hutebuche                            | Sachsenberg 51° 7′ 35,2″ N, 8° 45′ 35″ O             | Alter, schöner Einzelbaum ca. 2 km westlich von Sachsenberg. | Buche        | 15 014   |
| BW              | Streiteiche                          | Sachsenberg 51° 8′ 12,9″ N, 8° 48′ 9,6″ O            | Historische Streiteiche vor dem Waldrand der „Breiten Hecke“ nordöstlich von Sachsenberg.                                                                                                | Eiche        | 15 015   |
| BW              | Nuhnetal-Steilhang mit 2 Hutebuchen  | Sachsenberg 51° 7′ 15,1″ N, 8° 45′ 57,2″ O           | 3,7 Hektar großer Steilhangbereich am „Itterholz“ ca. 1,5 km südwestlich von Sachsenberg. Strukturreicher alter Eichen- und Buchenbestand mit Klippenbereich und zwei großen Hutebuchen. |              | 15 016   |

## Belege
1. ↑  Anlage 1 zur Verordnung zum Schutze der Naturdenkmäler im Landkreis Waldeck-Frankenberg. (PDF; 374 kB) Landkreis Waldeck-Frankenberg, 18. März 2013, abgerufen am 24. Januar 2016.
2. ↑  Verordnung zum Schutze der Naturdenkmäler im Landkreis Waldeck-Frankenberg. (PDF; 1,42 MB) Landkreis Waldeck-Frankenberg, 18. März 2013, abgerufen am 24. Januar 2016.
3. ↑  Details 15 001
4. ↑  Details 15 002-1
5. ↑  Details 15 002-2
6. ↑  Details 15 003
7. ↑  Details 15 004
8. ↑  Details 15 005
9. ↑  Details 15 006
10. ↑  Details 15 007
11. ↑  Details 15 008
12. ↑  Details 15 009
13. ↑  Details 15 010
14. ↑  Details 15 011
15. ↑  Details 15 012
16. ↑  Details 15 013
17. ↑  Details 15 014
18. ↑  Details 15 015
19. ↑  Details 15 016

- Karte mit allen Koordinaten:
- OSM |
- WikiMap